# Вердий
Верди́й (фр. Verdille) — коммуна во Франции, находится в регионе Пуату — Шаранта. Департамент — Шаранта. Входит в состав кантона Эгр. Округ коммуны — Конфолан.
Код INSEE коммуны — 16397.
Коммуна расположена приблизительно в 380 км к юго-западу от Парижа, в 85 км юго-западнее Пуатье, в 34 км к северо-западу от Ангулема.

## Население
Население коммуны на 2008 год составляло 348 человек.
| 1962 | 1968 | 1975 | 1982 | 1990 | 1999 | 2008 |
| ---- | ---- | ---- | ---- | ---- | ---- | ---- |
| 550  | 504  | 518  | 466  | 371  | 357  | 348  |

## Экономика
В 2007 году среди 202 человек в трудоспособном возрасте (15—64 лет) 138 были экономически активными, 64 — неактивными (показатель активности — 68,3 %, в 1999 году было 75,1 %). Из 138 активных работали 125 человек (61 мужчина и 64 женщины), безработных было 13 (4 мужчины и 9 женщин). Среди 64 неактивных 15 человек были учениками или студентами, 30 — пенсионерами, 19 были неактивными по другим причинам.

## Фотогалерея

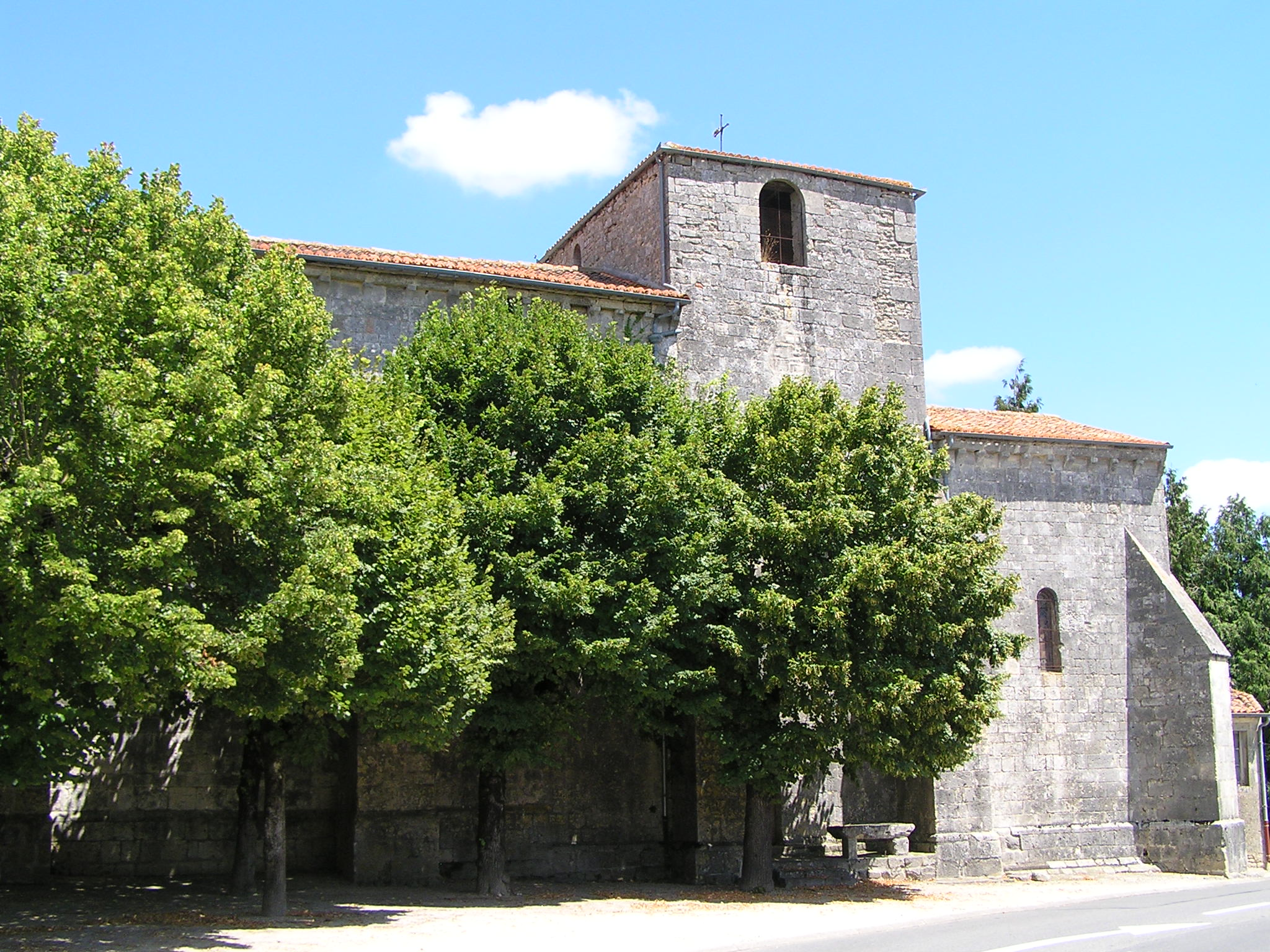
Церковь Сен-Сибар
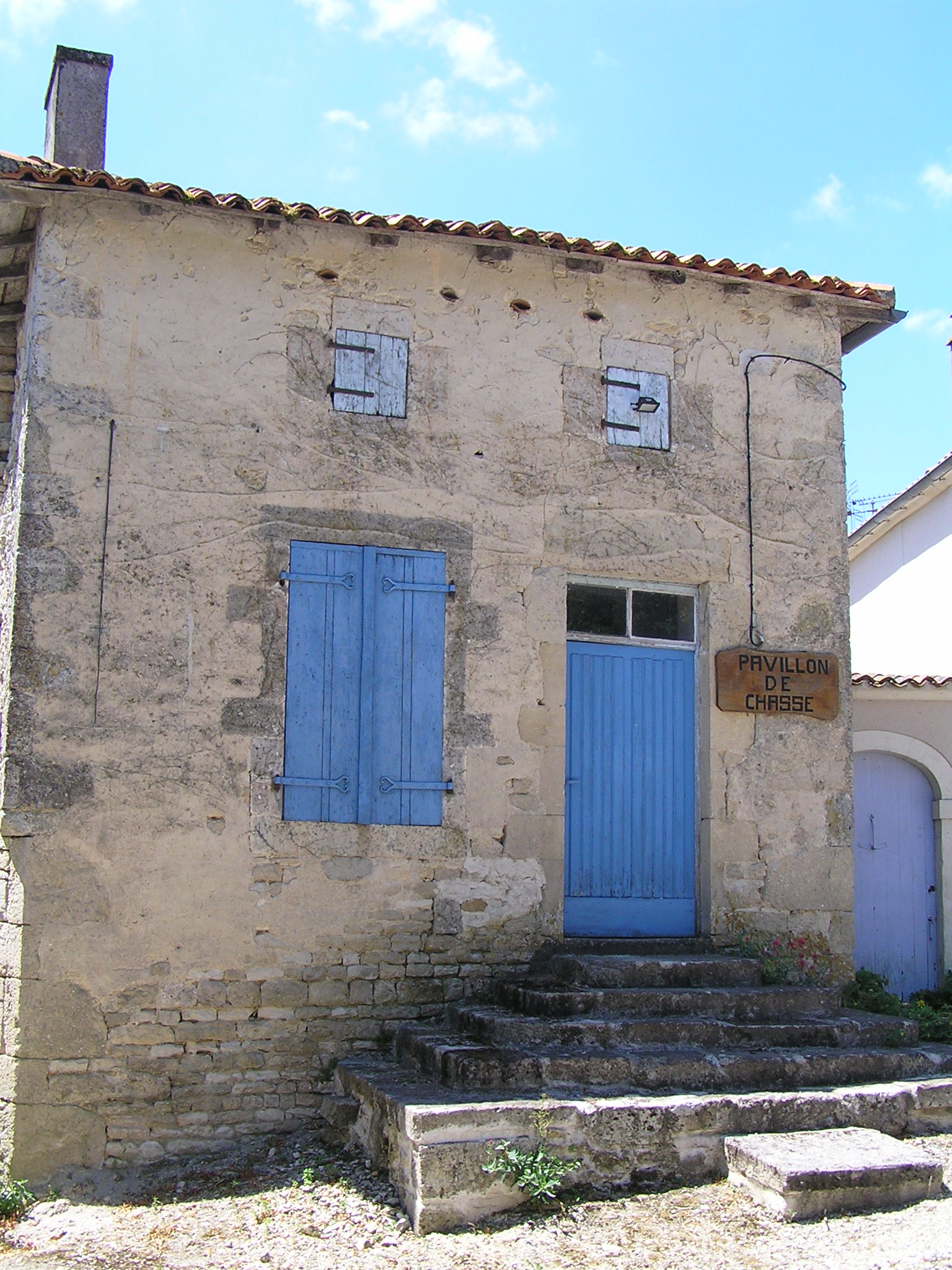
Дом
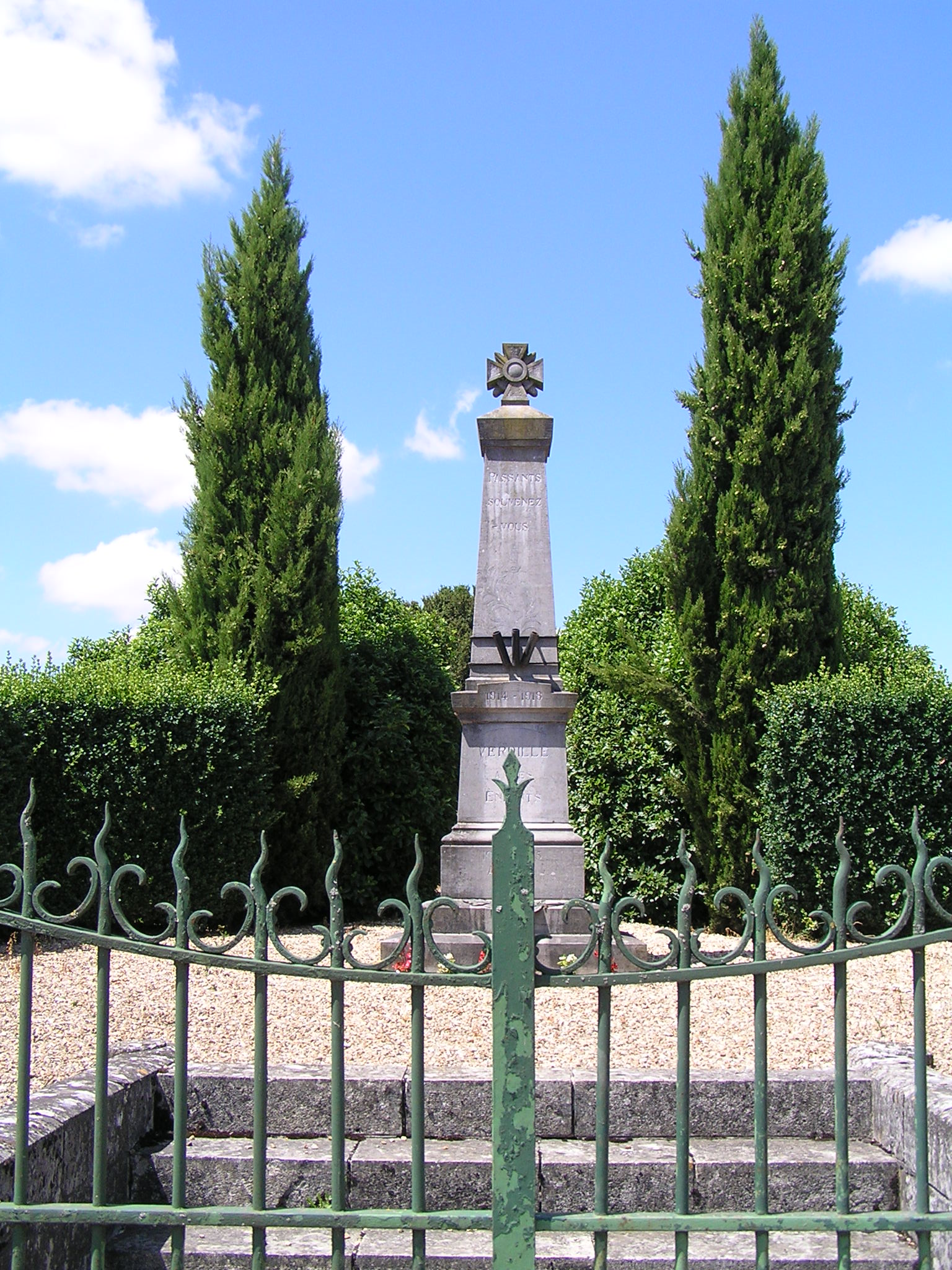
Военный мемориал